# Jan Kjell Larsen
Jan Kjell Larsen (Haugesund, 24 giugno 1983) è un ex calciatore norvegese, di ruolo portiere.

## Carriera

### Club
Larsen iniziò la carriera professionistica nello Haugesund, esordendo nella Adeccoligaen in data 1º settembre 2002 nel pareggio per uno a uno contro il Lørenskog. Rimase in squadra fino alla fine del campionato 2005, totalizzando 65 apparizioni in campionato.
Nel 2006 passò al Molde, per cui debuttò il 9 aprile nel successo per tre a uno sul Tromsø. Il 10 agosto dello stesso anno giocò la prima partita nelle competizioni europee per club: fu infatti titolare nel pareggio a reti inviolate contro lo Skonto, in un match valido per la Coppa UEFA 2006-2007.
Il 12 gennaio 2011 fu ufficializzato il suo passaggio allo Stabæk. Si svincolò al termine del campionato 2012.

### Nazionale
Larsen giocò 28 partite per le varie selezioni giovanili norvegesi. Per la Norvegia under 21 esordì il 18 gennaio 2003, nel successo in amichevole per tre a zero sull'Egitto under 21.